# Trianon-emlékmű (Budapest, XVI. kerület)
A Budapest XVI. kerületi Trianon-emlékmű Sashalom és Rákosszentmihály határán áll. A Duffek Tivadar és Csibi László által készített szoborcsoportot és az azt körülvevő parkosított teret 2013. június 4-én avatták.

## Földrajzi fekvés
Sashalom és Rákosszentmihály határán, a Budapesti út, a Batsányi János út és a József utca által közrefogott névtelen téren. Közelében található a Harcsa-sor, a Reformátorok tere, a Havashalom park és a Sashalmi sétány (Helytörténeti Fasor).

## Története
Először a Jobbik Magyarországért Mozgalom XVI. kerületi szervezete 2009. december 6-án állított fel egy kettős keresztet az utak által bezárt kis füves, háromszög alakú téren, amit advent alkalmából ifjabb Hegedűs Lóránt áldott meg. Ezután 2010. június 3-án egy 1 hónapra engedélyezett és telepített emlékművet állítottak, ami ideiglenes vas alapokra helyezett, négy kopjafán álló Szent Koronát formázott. Az esemény szónoka Balczó Zoltán, a Jobbik Magyarországért Mozgalom és az Országgyűlés alelnöke volt.
2012 tavaszán Győri-Molnár Lajos javaslatára az önkormányzat nyílt pályázatot írt ki egy kertvárosi Trianon-emlékmű felállítására. A kötelező formai elemek a következők voltak: átlósan futó piros, fehér, zöld sávos zászlórúd, a Magyar Hiszekegy szövege, illetve a történelmi és a mai Magyarország határvonalai. Két pályamunka érkezett be, de csak Duffek Tivadar és Csibi László terve volt érvényes, amit a Budapest Galéria is véleményezett. A képviselőtestület 13 igen, 2 nem, 1 tartózkodás mellett fogadta be a nyertes pályaművet, ami 300 000 forintos díjban is részesült.
Alapozását 2013 áprilisában kezdték meg. Avatására 2013-ban a nemzeti összetartozás napján (június 4-én) került sor, amin négy egyház (baptista, katolikus, református, evangélikus) képviselője is részt vett, megáldotta az emlékhelyet.

## Leírása
Az emlékművet a Magyarországot igazságtalanul sújtó, az első világháborút lezáró 1920. június 4-ei trianoni és a második világháborút lezáró 1947. február 10-ei párizsi békedekrétumok mementójaként állíttatta a XVI. kerületi önkormányzat. Költsége 4,5 millió forint volt. Csibi László faműves és Duffek Tivadar építész tervezte. A kivitelezésben mindketten aktív részt vállaltak, illetve rajtuk kívül még Bodacz Tibor (négy figura és a címer faragójaként) is. Az emlékmű környezetének parkos kialakítását és rendezését az önkormányzat végezte, mintegy 720 négyzetméternyi felületen.
A szoborcsoport tölgyfából készült. Központi eleme egy körülbelül 4 méter magas, 60 centiméter törzsátmérővel rendelkező, ágaitól megfosztott, hosszában csaknem a talaj szintjéig félbehasított tölgy törzse. A körülbelül 110-120 éves fát a pusztavámi erdőben vágták ki. A ledőlt farész elválasztja egymástól a szintén fából faragott, 120–150 centiméteres stilizált embereket, akik az elszakított országrészek népességét szimbolizálják. A fa hasadása megfelezi a törzsbe faragott magyar címert is. A szoborcsoport talapzata egy 820 x 500 centiméter befoglaló méretű felületen a valamikori történelmi Magyarország szegély- és kockakővel kirakott alaprajza, benne pedig a 21. századi határok. Ezen a talapzaton jól látható a Trianon előtti és utáni Magyarország területe közötti különbség: ezt a hatást a nagy- és kis bazaltkövekkel burkolt felület is erősíti – rajta az emberalakok  1⁄3: 2⁄3 arányban oszlanak el. Kicsit távolabb, északnyugatra, 5 méter magas, festett fém zászlórúd áll gránit párnakövön, amin a Magyar Hiszekegy olvasható.